# State of the Art

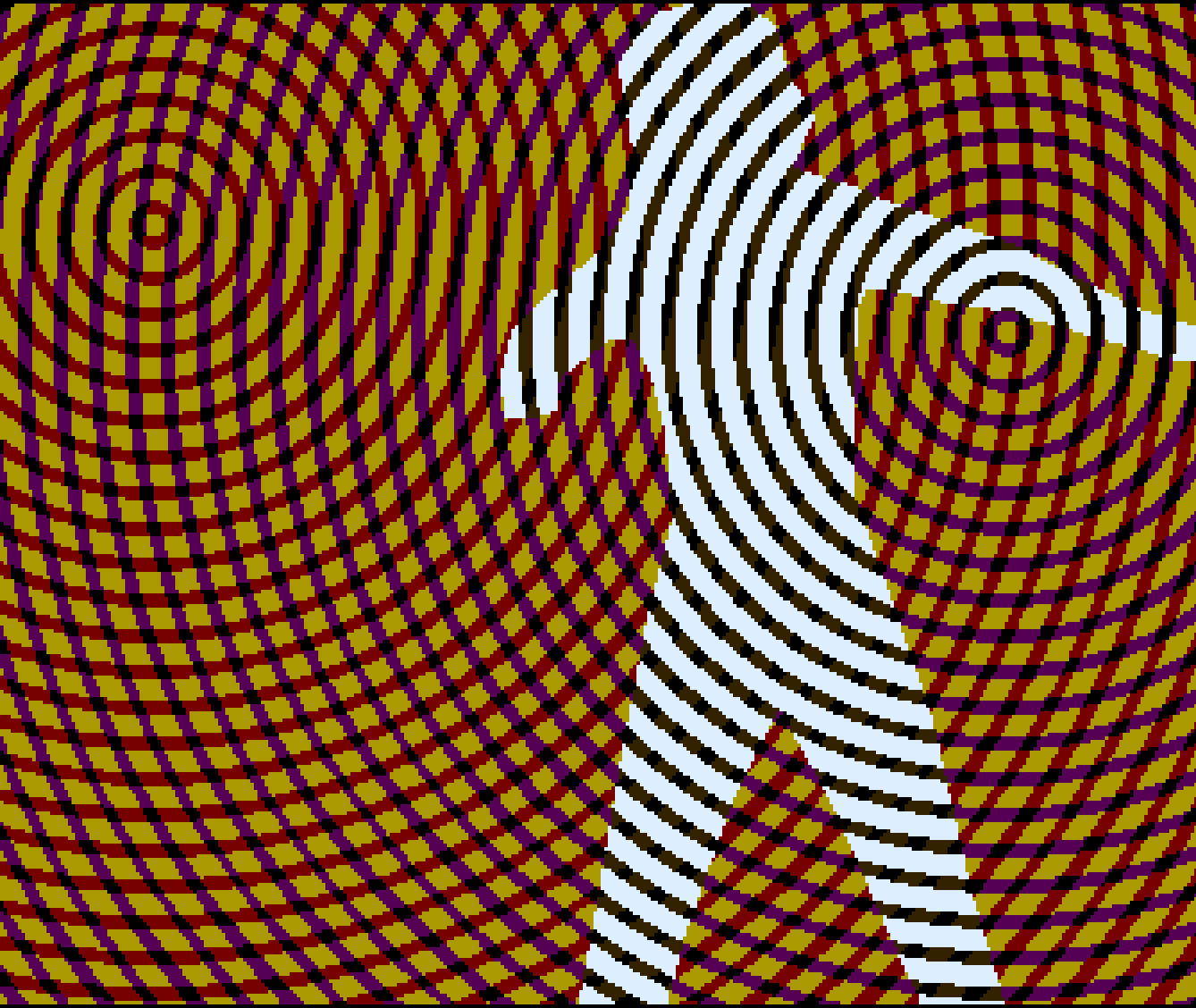

State of the Art – demo stworzone w 1992 roku przez grupę Spaceballs na komputery Amiga.
Demo zostało zaprezentowane podczas demoscenowej imprezy The Party 1992, wygrywając konkurs i stając się jedną z najpopularniejszych amigowych produkcji scenowych. Obecnie State of the Art zalicza się do kanonu klasyki dem stworzonych na Amidze, zbierając głównie pochlebne oceny użytkowników. Zwycięstwo na demoparty w 1992 r. produkcja zawdzięcza swemu nowatorstwu – zamiast prezentować nowe sztuczki programistyczne, autorzy skoncentrowali się na aspekcie wizualnym i dopracowanym designie. Najbardziej charakterystycznym elementem dema jest sylwetka tancerki na dynamicznie zmieniającym się tle.
Cała produkcja mieści się na jednej dyskietce DD; w latach późniejszych niezależni programiści stworzyli wersję WHDLoad, umożliwiającą instalację dema na twardym dysku i jego uruchomienie na nowszych modelach Amigi (głównie A1200 i A4000).